# Jacek Kasprzyk (lekkoatleta)
Jacek Kasprzyk (ur. 27 sierpnia 1970) – polski lekkoatleta, specjalizujący się w biegach długich, medalista mistrzostw Polski, reprezentant kraju.

## Kariera sportowa
Był zawodnikiem Wawelu Kraków.
Reprezentował Polskę na mistrzostwach Europy w 1994, gdzie zajął 38. miejsce w maratonie, z czasem 2:19:39.
Zwycięzca maratonów w: Warszawie (1992), Apeldoorn (2002), Bockenheim (2002), Loningen (2004) i Ostrawie (2006).
Na mistrzostwach Polski seniorów zdobył cztery medale, w tym dwa srebrne (w 1995 w półmaratonie i w 1996 w biegu na 5000 metrów) oraz dwa brązowe (w biegu na 10 000 m w 1994 i w biegu przełajowym (5 km) w 1996).
Rekordy życiowe:
- 3000 m: 8:11,70 (16.06.1993)
- 5000 m: 14:02,33 (21.06.1996)
- 10 000 m: 29:16,98 (1.06.1996)
- półmaraton: 1:03:21 (31.03.1996)
- maraton: 2:11:52 (30.10.1994)